# Amyema congener
Amyema congener, vulgarmente conhecida como o visco-variável, é uma espécie de planta com flores, uma planta hemiparasitária epifítica da família Loranthaceae do leste da Austrália. É encontrada em membros dos géneros Allocasuarina, Acacia e algumas espécies exóticas.
Franz Sieber descreveu esta espécie pela primeira vez como congênere de Loranthus em 1829, antes de Philippe Édouard Léon Van Tieghem ter dado o seu atual nome binomial em 1894.
A ave Dicaeum hirundinaceum come a fruta desta planta.
Espécies de insetos tais como Ceroplastes cerciferus, C. rubens e Aspidiotus aurantii podem atacar a planta.